# Albert Richard Smith
Pour les articles homonymes, voir Albert Smith.
Albert Richard Smith, né le 24 mai 1816 et mort le 23 mai 1860, est un écrivain, conférencier et alpiniste anglais.

## Biographie
Smith est né à Chertsey, Surrey. Fils de chirurgien, il étudie la médecine à Londres et à Paris, et son premier travail littéraire est un récit de sa vie en France, qui apparaît dans le Mirror. Il abandonne peu à peu son travail médical au profit de l'écriture, pour devenir l'un des écrivains les plus populaires de son temps et un humoriste très apprécié, l'un des premiers contributeurs à Punch en 1842. Il a également contribué régulièrement à Miscellany de Richard Bentley, revue dans laquelle paraît en 1842 son premier roman, The Adventures of Mr Ledbury. On lui doit d’autres romans et nouvelles, ainsi que des pièces de théâtre.
Smith doit surtout la survivance de sa notoriété à ses récits de voyages et à ses expéditions, tout particulièrement à son ascension du Mont Blanc en août 1851. L'année suivante, il publie « L'histoire du Mont-Blanc », et produit à Londres, dans la salle dite Egyptian Hall une conférence-spectacle décrivant l'ascension de cette montagne. En mai 1854, Smith se produit devant la reine Victoria et le prince consort Albert à Osborne House. Son spectacle est le plus populaire jamais connu dans ce genre: il tourne durant sept ans en Grande-Bretagne avec plus de 2000 représentations touchant plus d’un million de spectateurs  et contribue ainsi de manière déterminante à populariser l'escalade et la découverte des Alpes au XIXe siècle.
Smith est l'un des membres fondateurs du Club alpin en 1857.
En juillet 1858, Smith se rend à Hong Kong et publie à son retour un récit de son voyage en Chine (1859), et bientôt propose, à la Salle égyptienne, un troisième divertissement, intitulé Mont Blanc to China, également très populaire.
En 1859, Smith épouse une comédienne, Mary Lucy Keeley (vers 1830-1870), fille aînée de l'humoriste Robert Keeley et de l'actrice distinguée Mary Anne Keeley. Il meurt en 1860 d’une bronchite à Fulham, Londres, et est enterré au cimetière de Brompton.